# Stulecie chirurgów
Stulecie chirurgów – książka Jürgena Thorwalda wydana w 1956 pt. Das Jahrhundert der Chirurgen. Nach den Papieren meines Grossvaters, des Chirurgen H. St. Hartmann (ISBN 978-3-426-05579-3). Jest zadedykowana przyjacielowi i współpracownikowi Thorwalda, dr. med. Hansowi Winterowi.

## Treść
Praca przedstawia w zbeletryzowanej formie historię przełomowych odkryć w chirurgii w XIX wieku na podstawie wspomnień H. St. Hartmanna, fikcyjnej postaci przedstawianej jako dziadka autora. Opisany jest proces rozwoju i powolnego przyswajania przez środowiska medyczne takich praktyk, jak antyseptyka, aseptyka czy anestezja.

## Polskie wydania
W Polsce książka została wydana po raz pierwszy przez Wydawnictwo Literackie w 1977 r. w przekładzie Karola Bunscha. Następne wydania opublikowano w latach 1980, 1989 i 1996. W 2008 r. wydana została przez Społeczny Instytut Wydawniczy „Znak”.